# Arrabalde (kommunhuvudort)
Arrabalde är en kommunhuvudort i Spanien.   Den ligger i provinsen Provincia de Zamora och regionen Kastilien och Leon, i den nordvästra delen av landet, 260 km nordväst om huvudstaden Madrid. Arrabalde ligger 776 meter över havet och antalet invånare är 351.
Terrängen runt Arrabalde är huvudsakligen platt, men den allra närmaste omgivningen är kuperad. Runt Arrabalde är det glesbefolkat, med 12 invånare per kvadratkilometer. Närmaste större samhälle är Santibáñez de Vidriales, 10,7 km väster om Arrabalde. 